# Казах – Єреван
Казах — Єреван — газотранспортний коридор, споруджений в радянські часи для постачання до Вірменії азербайджанського та іранського газу.
У 1959 році від першого введеного в розробку азербайджанського газоконденсатного родовища Карадаг проклали трубопровід до Тбілісі, від якого в районі Казах відгалужувався газопровід до Єревану, виконаний в діаметрі труб 700 мм. З його допомогою на початку 1960-го блакитне паливо вперше надійшло до столиці Вірменії.
А в 1970 році розпочалась реалізація проекту поставок до СРСР іранського газу, який надходив за маршрутом Астара – Казі-Магомед і далі у напрямку Казах. У 1975 році газ з Ірану досяг Вірменії по новому трубопроводу діаметром 1000 мм (на завершальному етапі після Раздану — 700 мм). 
Станом на 1989-й по напрямку Казах — Єреван Вірменія отримувала майже 80 % блакитного палива. Проте з моменту розпаду СРСР внаслідок конфлікту з Азербайджаном ці поставки припинились, що призвело до гострої енергетичної кризи. Остання була вирішена завдяки завершенню системи Північний Кавказ – Закавказзя, доведеної через Грузію до району Раздану. 